# 图夫莱尔斯
图夫莱尔斯（法語：Toufflers，法語發音：[tuflɛʁs]）是法国上法蘭西大區北部省的一个市镇，属于里尔区和里尔欧洲都会区。

## 地理
图夫莱尔斯（50°39'39"N, 3°13'47"E）面积2.39 平方千米，位于法国上法蘭西大區北部省，该省份为法国最北部的省份及最长的省份，西北濒北海，西接加来海峡省，南至埃纳省和索姆省，东与比利时接壤。
与图夫莱尔斯接壤的市镇（或旧市镇、城区）包括：埃姆、莱尔斯、利斯莱拉努瓦、萨伊莱拉努瓦、图尔奈。
图夫莱尔斯的时区为UTC+01:00、UTC+02:00（夏令时）。

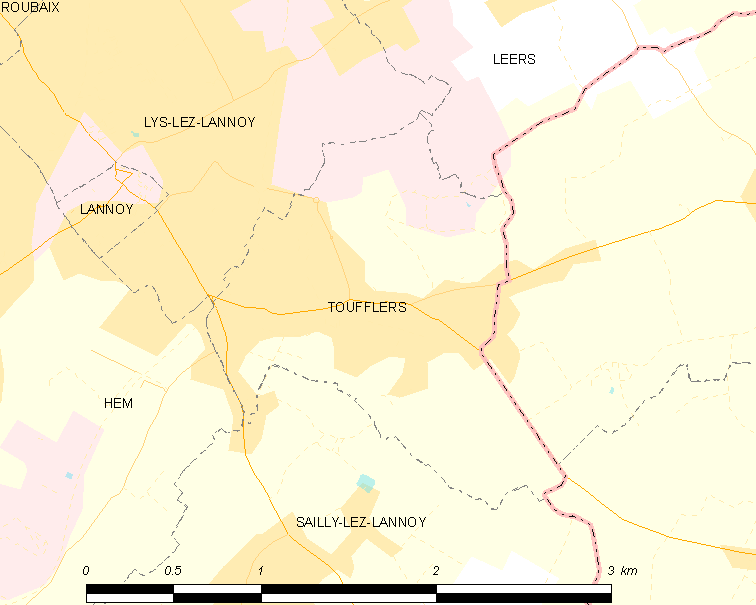
图夫莱尔斯的OSM定位图

## 行政
图夫莱尔斯的邮政编码为59390，INSEE市镇编码为59598。

## 政治
图夫莱尔斯所属的省级选区为阿斯克新城县。

## 人口

1962-2008年间图夫莱尔斯人口变化图示

图夫莱尔斯于2022年1月1日时的人口数量为3964人。